# More Than That (canção de Lauren Jauregui)
"More Than That" é uma canção da cantora e compositora americana Lauren Jauregui, lançada em 11 de janeiro de 2019. Escrita por Jauregui dois ou três anos antes de seu lançamento, a canção foi inspirada na deusa grega Afrodite, e descreve um flerte que é desafiado através de trocas de olhares. Criativamente dirigido e co-editado por Lauren, o videoclipe faz referência à mitologia grega e romana, junto com as pinturas renascentistas de Sandro Botticelli, A Primavera e O nascimento de Vênus. "More Than That" foi recebido positivamente por jornalistas de música, que chamaram a canção de "sombriamente sedutora", "hipnótica", "provocativa", "fascinante" e "banger de primeira classe".

## Antecedentes
"More Than That" é uma das duas músicas que Jauregui tocou no MTV's Plus 1 The Vote Election Party em novembro de 2018. Em 8 de janeiro de 2019, Jauregui anunciou que "More Than That" seria lançada em 11 de janeiro de 2019. No dia seguinte, a cantora lançou a arte da capa do single, inspirada na pintura renascentista O Nascimento de Vênus. A Billboard descreveu a capa como "arte sexy, inspirada na era renascentista", a Idolator chamou de uma obra de arte "gloriosa" e "literal", e a MTV considerou "arte de capa digna". Jauregui disse que escreveu a música dois ou três anos antes de seu lançamento.

## Composição e Videoclipe
Lauren chamou "More Than That" de uma música "atrevida" sobre flerte que "não é necessariamente atraente", mas consciente, e sobre "manter minhas próprias armas e não ceder ao flerte". Em uma entrevista ao Beats 1, Jauregui disse que escreveu a música sem intenção de mantê-la para si mesma, "para que a separação me fizesse ficar mais livre no momento". A cantora foi inspirado pela deusa grega Afrodite, pontuando que: "Ela é muito sensual. Ela é sobre amor. Ela é sobre conexão com prazer e auto-conhecimento, e isso foi realmente importante para mim".

Lauren descreveu seu conceito como "a visita de Afrodite à Terra", enquanto ela "se encontra em um clube único cercado pelas encarnações terrenas do divino feminino, na qual a deusa romana está entre as três mulheres dançando ao seu redor". No clipe, Lauren vai para um clube de strip intitulado Olympus, onde ela se junta a um pequeno aglomerado de mulheres admirando um grupo de dançarinas exóticas que se apresentam na frente delas. Jauregui é posteriormente convidada por uma das dançarinas a subir ao palco e se juntar a elas, celebrando a feminilidade, beleza e sexualidade de uma maneia empoderada. A capa do single, uma recriação da pintura O nascimento de Vênus, foi trazida à vida no vídeo.